# La Petite Boutique (série télévisée d'animation)
La Petite Boutique  (Little Shop) est une série télévisée d'animation franco-américaine en 13 épisodes de 22 minutes, créée par Frank Oz, et diffusée à partir du 7 septembre 1991 sur FOX.
En France, elle a été diffusée à partir du 28 mai 1992 dans Canaille Peluche sur Canal+. Rediffusion à partir de 1993 dans M6 Kid sur M6.
Les droits de la série ont été transférés à Disney en 2001 lorsque Disney a acquis Fox Kids Worldwide, qui comprend également Marvel Productions. Mais la série n'est pas disponible sur Disney+,,.

## Synopsis
Seymour Krelborn est un jeune adolescent qui travaille chez un fleuriste et qui s’occupe d'une plante carnivore du nom de Junior.

## Historique
Ce dessin-animé est l'adaptation du film La Petite Boutique des horreurs (Little Shop of Horrors), film musical américain réalisé en 1986 par Frank Oz. 
La Petite Boutique est la conséquence des quotas de production française imposés à la fin des années 1980. La Cinq produira ainsi plusieurs dessins animés dont Manu, Bucky O'Hare, Barnyard Commandos et La petite boutique. Les deux derniers n'ayant pu être diffusés pour cause de dépôt de bilan, c'est M6 qui les récupèrera pour les diffuser en 1992-1993 dans M6 Kid.

## Voix françaises
- Luq Hamet : Seymour
- Amélie Morin : Audrey
- Med Hondo : Junior la plante carnivore
- Bernard Soufflet : Paine

## Épisodes
1. Mauvaise graine
2. Le cours d'art ménager
3. Le musée d'histoire à dormir debout
4. Héros et zéros
5. Etre ou ne pas être est important
6. Premier amour
7. Les chaussures volent
8. Mardi gras
9. Vive la vie !
10. Un gros mensonge
11. Pied à pied
12. Forêt en détresse
13. Mush Tics